# Odense Amt

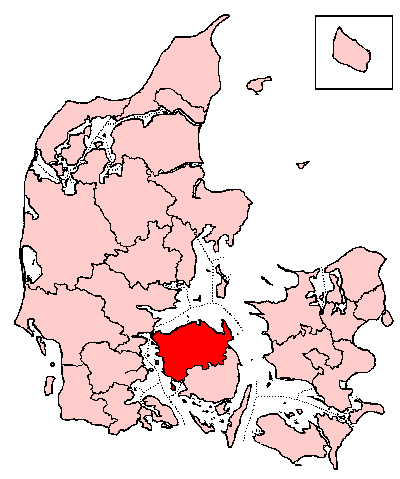
Lage des Odense Amt in Dänemark

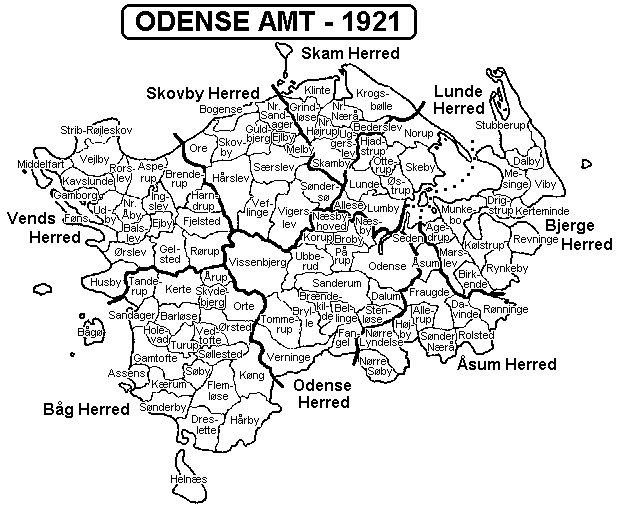
Odense Amt 1921

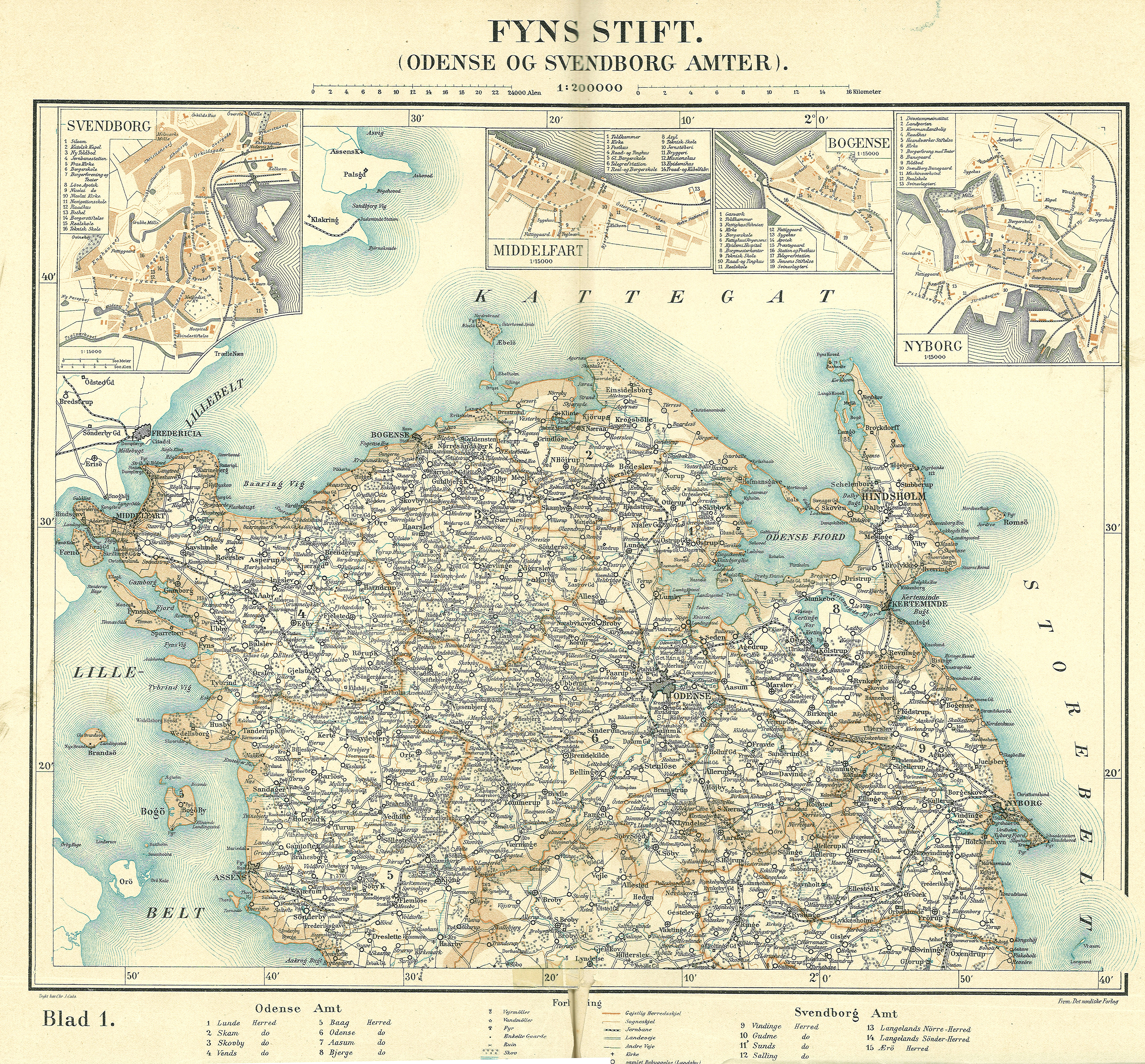
Odense Amt ca. 1900

Odense Amt (benannt nach der Stadt Odense) war bis zur dänischen Kommunalreform zum 1. April 1970 eines der damaligen Ämter in Dänemark. Das Amt entstand 1793 (1809?) durch Zusammenlegung von Odensegård Amt, Rugård Amt, Assens Amt und Hindsgavl Amt. 1970 wurden Odense Amt und Svendborg Amt zum Fyns Amt zusammengelegt, welches im Zuge der Kommunalreform 2007 In der Region Syddanmark aufging.
Das Amt bestand aus acht Harden (dän.: Herred):
- Bjerge Herred
- Båg Herred
- Lunde Herred
- Odense Herred
- Skam Herred
- Skovby Herred
- Vends Herred
- Åsum Herred